# Zoran Cvetković
Zoran Cvetković, nadimka Zok (Varaždin), hrvatski je gitarist, skladatelj i tekstopisac.
Jedan je od osnivača rock sastava Prljavo kazalište, a bio je također član Parnog valjka te sastava Dorian Gray, dok 1980. godine osniva skupinu pod nazivom Parlament.
Godine 1982. izdaje svoj prvi samostalni album Zok, koji je ujedno i prvi objavljeni materijal jednog novovalca na prostorima bivše Jugoslavije. Tijekom druge polovice 1980-ih godina najviše svira kao studijski glazbenik te kratkotrajno surađuje nanovo s Parnim valjkom. Danas živi u Londonu gdje radi u svom vlastitom studiju.

## Životopis

### Prljavo kazalište
Cvetković je osnivač je zagrebačkog sastava Ciferšlus, kojem nakon dolaska Jasenka Houre mijenjaju ime u Prljavo kazalište. Osim Cvetkovića (solo gitara), u Ciferšlusu su u to vrijeme svirali još i Nino Hrastek (bas-gitara), Tihomir Fileš (bubnjevi) i Davorin Bogović (vokal).
Kao Prljavo kazalište prvi veći nastup imali su 1978. godine na "Poletovom" koncertu. Iste godine potpisuju ugovor s izdavačkom kućom Jugoton te izdaju maksi singl pod imenom "Televizori", na kojemu su se uz naslovnu nalazilie još i skladbe "Majka" i "Moje Djetinjstvo". Producent je bio Vedran Božić. Za prvog menadžera uzimaju Krunoslava Gorupa, koji ih upoznaje s Milanom Škrnjugom, direktorom prodaje diskografske kuće Suzy i Ivanom Pikom Stančičem, bivšim bubnjarom Grupe 220. Ta suradnja omogućila im je da sljedeće godine 1979. objave svoj drugi singl "Moj otac je bio u ratu"/"Noć", kojeg izdaje diskografska kuća Suzy. Iste godine izdali su i svoj prvi studijski album Prljavo kazalište, kojeg su snimali u studiju Janka Mlinarića Trulog, a producent je i na ovom materijalu također bio Ivan Piko Stančić. Omotom albuma na kojem se nalazi izrezani jezik sa zihericom u ustima, dali su do znanja da su bili inspirirani glazbom britanskog rock sastava The Rolling Stones. Logo je dizajnirao Mirko Ilić s kojim su ostvarili suradnju i na nekoliko kasnijih omota.
Zoran Cvetković ih napušta pred sami završetak snimanja materijala te odlazi u sastav Parni valjak, a na njegovo mjesto dolazi Marijan Brkić - Brk.

### Parni valjak
Cvetković zajedno s Ivanom Pikom Stančićem dolazi u Parni valjak 1979. godine. Iste godine objavljuju treći Valjkov studijski album pod nazivom Gradske priče. LP je postigao veliki novovalni uspjeh, a između ostalih posebno su se istakle pjesme, lagana "Stranica dnevnika" i punk "Ulične tuče". Početkom 1980. godine sastav napuštaju Piko i Fuma, a na koncertima ih mjenjaju basist Dubravko Vorih, te bubnjar Dražen Scholz, no ta postava ne funkcionira, te zajedno sa Šolcom i Vorihom odlazi i osniva sastav Parlament.
Na Husov poziv se vraća, te Valjkom svira na turneji povodom 10 godina Parnog valjka gdje snimaju i živi album E=mc2. 1987. godine izdaju album Anđeli se dosađuju, s kojeg se izdvajaju pjesme "Jesen u meni" i "Zagreb ima isti pozivni", a iste godine na VHS-u izdaju i snimku koncerta iz Doma Sportova u Zagrebu. 1988. godine iz benda odlaze Paolo Sfeci i Srećko Kukurić, nakon čega nastupa pauza u radu benda, a nakon pauze zamjenjuju ih Zorislav Preksavec, te povratnik Dražen Scholz. Iste godine izdaju i album Sjaj u očima, a odmah po izdavanju albuma napušta sastav i seli u London.
S Valjkom ponovno nastupa u zagrebačkom Domu sportova 2. prosinca 2000. godine povodom 25. godišnjice rada grupe. Video zapis s tog koncerta je izašao 2001. godine kao DVD pod nazivom 25 godina.

### Parlament
U dvije godine svoga postojanja ovaj trio je snimio dva studijska albuma, Imena i legende (1980.) i Sve piše u zvijezdama (1982.). Snimljenim materijalom jasno se dalo do znanja da su bili nadahnuti tročlanom britanskom skupinom The Police. Sličnost sa sastavom Police bila je i u vanjskom izgledu jer su sva trojica obojali kosu u plavo. Unatoč tome, Parlament sa svojim pjevljivim pop skladbama nije postigao veći uspjeh, a to je i razlog što je Cvetković u samoj pripremi snimanja drugog albuma napustio sastav, te se posvetio solo karijeri.

### Samostalna krijera
Nakon što je napustio sastav Parlament, Cvetković se posvetio svojoj samostalnoj karijeri te svoj prvi i jedini solo album pod imenom Zok objavljuje 1982. godine. Album je prošao prilično nezapaženo, a bio je i prvi samostalni album jednog novovalca na području bivše Jugoslavije.

### Dorian Gray
Nakon što je Dorian Gray objavio svoj prvi album Sjaj u tami, sastav napuštaju Branko Terzić (bubnjar), Emil Krnjić (basist) i Vedran Čupić (gitarist), a pridružuju im se Toni Ostojić (klavirist), Dragan Simonovski (bubnjar), Jadran Zdunić (basist, koji je gostovao na prvom albumu) i Zoran Cvetković (gitarist). Godine 1985. izdaju album pod nazivom Za tvoje oči, koju su snimali u Švedskoj u studiju "Ferger Studios". Produkciju potpisuje Sjunne Fergera, a skladateljski tandem činili su Massimo - Cvetković, koji potpisuju sve skladbe na albumu.
Album Za tvoje oči postigao je odličan uspjeh kod publike i kritičara. Kao hit skladbe istaknule su se "ti si tu" i "Za tvoje oči". Pokazao se veliki napredak sastava u instrumentalnom i glazbenom umijeću, a također i u samoj produkciji. Nakon toga Massimo Savić napušta Dorian Gray, nakon čega prestaje i rad samog sastava.

## Diskografija

### Prljavo kazalište

#### Studijski albumi
- 1979. - Prljavo kazalište

#### Singlovi
- 1978. - Televizori
- 1979. - Moj otac je bio u ratu/Noć

### Parni Valjak

#### Studijski albumi
- 1979. - Gradske priče'
- 1987. - Anđeli se dosađuju?
- 1988. - Sjaj u očima

#### Live albumi
- 1986. - E=mc2

#### Singlovi
- 1979. - Stranica dnevnika/Ulične tuče
- 1988. - Nije pomoglo/Prokleta nedjelja (Što je iza oblaka)

#### VHS
- 1987. - Koncert

#### DVD
- 2000. – 25 godina

### Parlament

#### Studijski albumi
- 1980. - Imena i legende
- 1982. - Sve piše u zvijezdama

### Solo karijera
- 1982. - Zok (Suzy)

### Dorian Gray

#### Solo albumi
- 1983. - Sjaj u tami
- 1985. - Za tvoje oči

#### Singlovi
- 1984. - Monstrum pored sna
- 1983. - Sjaj u tami

## Vanjske poveznice
- Diskografija Zorana Cvetkovića